# Stenotaenia macrocarpa
Stenotaenia macrocarpa là một loài thực vật có hoa trong họ Hoa tán. Loài này được Freyn & Sint. miêu tả khoa học đầu tiên.